# Объединённые женщины в вере
Объединённые женщины в вере (англ. United Women in Faith,  ранее «Объединенные женщины-методистки», англ. United Methodist Women) — неправительственная организация женщин методистской веры, официальная организация женщин в Объединённой методистской церкви.

## История
Инициаторами создания организации были 8 верующих женщин. Основанная в 1869 году, организация сейчас насчитывает почти полмиллиона членов. Церковь предлагает всем женщинам-методисткам возможность для духовного роста, развития лидерских качеств, преобразующего образования, служения и свидетельствования. Организация «Объединённые женщины в вере» выступает с докладами на Генеральной конференции Объединённой методистской церкви. Организация является одним из самых массовых объединений верующих женщин.

## Концепция
В настоящее время приоритетами деятельности организации являются климатические изменения и расовая справедливость, включая прекращение криминализации цветных сообществ и массового заключения под стражу

## Переименование
В 2022 году организация «Объединённые женщины-методистки» сменила название на «Объединённые женщины в вере».

## Социальная доктрина
В 2008 году церковь поддержала позицию организации в поддержку свободного репродуктивного выбора женщин. В 2016 году Генеральная конференция церкви проголосовала за выход организации и церкви из «Религиозной коалиции за репродуктивный выбор» (англ. Religious Coalition for Reproductive Choice). Однако деноминация по-прежнему выступает за свободу выбора женщин.